# Pop rap
Pop rap (također nazivan još i kao pop hip-hop ili melodični hip-hop / melodični rap), glazbeni je žanr koji spaja liriku hip-hop glazbe zasnovan na ritmu pop glazbe prema melodičnijim vokalima i "zaraznijim" melodijama u odnosu na klasični hip-hop i/ili gangsta rap. Najveću popularnost stekao je tijekom 1990-ih godina, iako mu se utjecaj i korijeni mogu pratiti još od pojedinih hip-hop izvođača iz kasnih 1980-ih poput Run DMC-ja, LL Cool J-ja i Beastie Boysa.  

## Karakteristike
AllMusic opisuje pop rap kao "brak hip hop ritmova i repanja s melodičnim udicama (eng. hook)", koji se obično pojavljuju kao dio refrena u standardnoj strukturi uobičajene pop pjesme." Također ima i "blaže" tekstove, nego ulična, gangsta rap glazba. Međutim, neki umjetnici iz 1990-ih spojili su pop rap s agresivnijim pristupom kako bi "umanjili" negativnu reakciju javnosti na njihov izričaj. Glazbeni novinar Wilson McBee oštro je kritizirao pop rap: "Za pop repera se pretpostavlja da je "prodana" duša – netko tko je kompromitirao umjetnička načela kako bi se uklopio u komercijalna očekivanja. Ili još gore, to je netko tko nikad nije imao umjetnička načela od početka, tko je kriv za omalovažavanje društvene i političke tradicije rapa samo da bi zaradio novac." McBee je zatim nastavio: "Označavanjem onih poput Flo Ride i drugih pop repera, brišemo razliku između 'pop repera' i repera, što je jednostavno jako popularno. Nije svaki reper koji ima hit automatski rasprodan ili zaslužuje oznaku pop repera."
Pop rap pjesme često imaju lirski sadržaj sličan onom u pop glazbi s temama kao što su ljubav i veze.

## Povijest
Tijekom 1980-ih, rap umjetnici, uključujući Run-D.M.C. i LL Cool J-ja, postavili su temelje pop rapa kad su se iznenada probili u glazbeni mainstream. LL Cool J opisan je kao prvi "pop reper uopće", kada se istaknuo svojim debitantskom albumu Radio iz 1985. godine. MTV je opisao singl LL Cool J-ja iz 1987. "I Need Love" kao "jedan od prvih pop rap crossover hitova". Kasnije su rap izvođači kao što su Tone Loc, Young MC i Fresh Prince stvarali melodije za zabavu i koristili svoje sposobnosti pripovijedanja kada su postali popularni. Tijekom 1990-ih pop rap počeo se još više širiti jer se hip hop glazba općenito počinje snažno povezivati s dance glazbom i R&B-om.
Početkom 1990-ih, MC Hammer i Vanilla Ice probili su se u mainstream s pjesmama poput "U Can't Touch This" i "Ice Ice Baby". Zbog njih je pop rap bio "ismijavan" (i, povremeno osuđivan) zbog svoje "spremnosti da krade" od dobro poznatih hit singlova. Još jedan uspjeh bio je i remix pjesme "Fantasy" Mariah Carey iz 1995. s Ol' Dirty Bastardom.
Do kraja 1990-ih i ranih 2000-ih, reperi kao što je primjerice Ja Rule, spojili su gangsta rap tematiku s elementima popa i soula iz 1980-ih.
Ponovno se vratio u mainstream s uspjehom Black Eyed Peasa koji su imali sjajne singlove poput "Where Is the Love?" s njihovog albuma Elephunk. Tijekom 2010-ih godina pojavili su se brojni pop-rap izvođači, kao što su: Nicki Minaj, Drake, Wiz Khalifa, Macklemore, iLoveMakonnen, Travis Scott, Rae Sremmurd, Post Malone, Lil Yachty, Doja Cat, Jack Harlow, Lil Nas X, The Kid Laroi i 24kGoldn,  između ostalih.